# ملهب (اسم)
ملهب هو اسم علم مذكر من أصل عربي، ومعناه هو الجمال الرائع، والوفر الشعر من الرجال.

## وصلات خارجية
- موسوعة السلطان قابوس لأسماء العرب